# Tammun
Tammun (àrab: طمّون, Ṭammūn) és un municipi palestí de la governació de Tubas, situada 13 kilòmetres al nord-est de Nablus i cinc kilòmetres al sud de Tubas al nord-est de Cisjordània. Tammun tenia 10,795 habitants en 2007.

## Història
En 1854, Tammun va ser identificada com la ciutat bíblica de Tabat a Efraïm per l'erudit bíblic Van de Velde. No obstant això, ara s'identifica amb Tabat a Jordània. El nom d'aquest poble prové de la paraula àrab tammen, que significa "tranquil".

### Època otomana
La història moderna de Tammun data del segle xv. La ciutat va ser fundada per un grup de beduïns de la Península Aràbiga a la recerca d'un lloc segur en Palestina. En 1596 apareixia en els registres tributaris otomà com "Tammun". Tenia una població de 15 famílies i 3 propietats, tots musulmans. Els impostos es pagaven amb blat, ordi, cultius d'estiu, oliveres, ingressos ocasionals, cabres i ruscs.
Durant els últims quatre segles, els àrabs de les localitats de Kafr Qaddum i Halhul es van assentar a la ciutat. En 1882, el Fons per a l'Exploració de Palestina va descriure Tammun com "un poble de bona grandària al peu de la muntanya, amb terra oberta cap al nord".

### Mandat Britànic a Palestina
Al cens de Palestina de 1922, realitzat per les autoritats del Mandat Britànic, Tammun tenia 1.345 habitants, tots musulmans. Havia augmentat al cens de Palestina de 1931, quan Tammun, (inclosa Atuf), tenia 316 cases ocupades i una població de 1.599 habitants, tots ells musulmans.
En 1945 la població era de 2.070 habitants, amb 98,080 dúnams de terra, segons un cens oficial de població i terres. 393 dúnams eren usats per a plantacions i terra de rec, 33,181 dúnams per cereals, mentre que 157 dúnams eren de sòl edificat.

### Després de 1948
Com a conseqüència de la guerra araboisraeliana de 1948, i després dels acords d'armistici araboisraelians de 1949, Tammun van ser atribuïda a Jordània. Després de la Guerra dels Sis Dies de 1967, Tammun resta sota ocupació israeliana.

## Govern
Tammun va ser transferida a l'Autoritat Nacional Palestina el 13 de novembre de 1995, i originalment va ser governada per un consell de vila. Des de 1997 ha estat governat per un consell municipal de quinze membres elegits, entre ells l'alcalde. El municipi està a càrrec de l'administració, planificació i desenvolupament, serveis socials, manteniment d'infraestructura, serveis públics, recollida de residus sòlids i l'expedició de llicències de construcció. A les eleccions municipals palestines de 2005, Muhammad Ahmad Bsharat fou elegit alcalde.